# 玛丽亚·科列斯尼科娃
玛丽亚·阿列克谢耶芙娜·科列斯尼科娃（1982年4月24日—），白俄罗斯音乐家、政治人物，反對長期執政的亚历山大·卢卡申科的自由派領袖之一。

## 生平
2020年白俄羅斯示威期间任白俄罗斯协调委员会主管委员，2020年9月被白俄罗斯政府逮捕。2021年9月6日，白俄羅斯法院以極端主義和密謀“以違憲的方式控制國家權力”的罪名判處科列斯尼科娃11年有期徒刑。
2023年2月起，她与外界失去联系超过600日。直至2024年11月，她的父亲获准探监。
她有一个妹妹 Tatsiana Khomich，一直为她四处奔走。

## 備注
1. ↑  白羅斯語羅馬化：Maryya Alyaksandrawna Kalesnikava
2. ↑  俄語羅馬化：Mariya Aleksandrovna Kolesnikova